# Diplodus bellottii
Diplodus bellottii es una especie de peces de la familia Sparidae en el orden de los Perciformes.

## Morfología
• Los machos pueden llegar alcanzar los 30 cm de longitud total.

## Distribución geográfica
Se encuentra en las  costas del  Atlántico oriental (desde el sur de la península ibérica hasta Cabo Verde ).